# Bhavania australis
Bhavania australis es una especie de peces de la familia Balitoridae en el orden de los Cypriniformes.

## Morfología
• Los machos pueden llegar alcanzar los 9 cm de longitud total.

## Distribución geográfica
Se encuentran en Asia: Karnataka, Tamil Nadu y Kerala en Ghats Occidentales  (la India ).

## Hábitat
Es un pez de agua dulce y de clima tropical.